# Fuerzas Armadas Populares de Liberación de Angola
Las Fuerzas Armadas Populares de Liberación de Angola (FAPLA) (en portugués: Forças Armadas Populares de Libertação de Angola) eran el brazo armado del Movimiento Popular para la Liberación de Angola (MPLA) y se convertirían en las fuerzas armadas oficiales de Angola cuando el MPLA tomó el control del gobierno.
Tras los acuerdos de Bicesse de 1993, el FAPLA fue transformado en las Fuerzas Armadas Angoleñas o FAA, integrando a los miembros de las Fuerzas Armadas de Liberación de Angola (FALA), que constituía el brazo armado de la Unión Nacional para la Independencia Total de Angola (UNITA), la facción rival durante la guerra civil.

## Historia

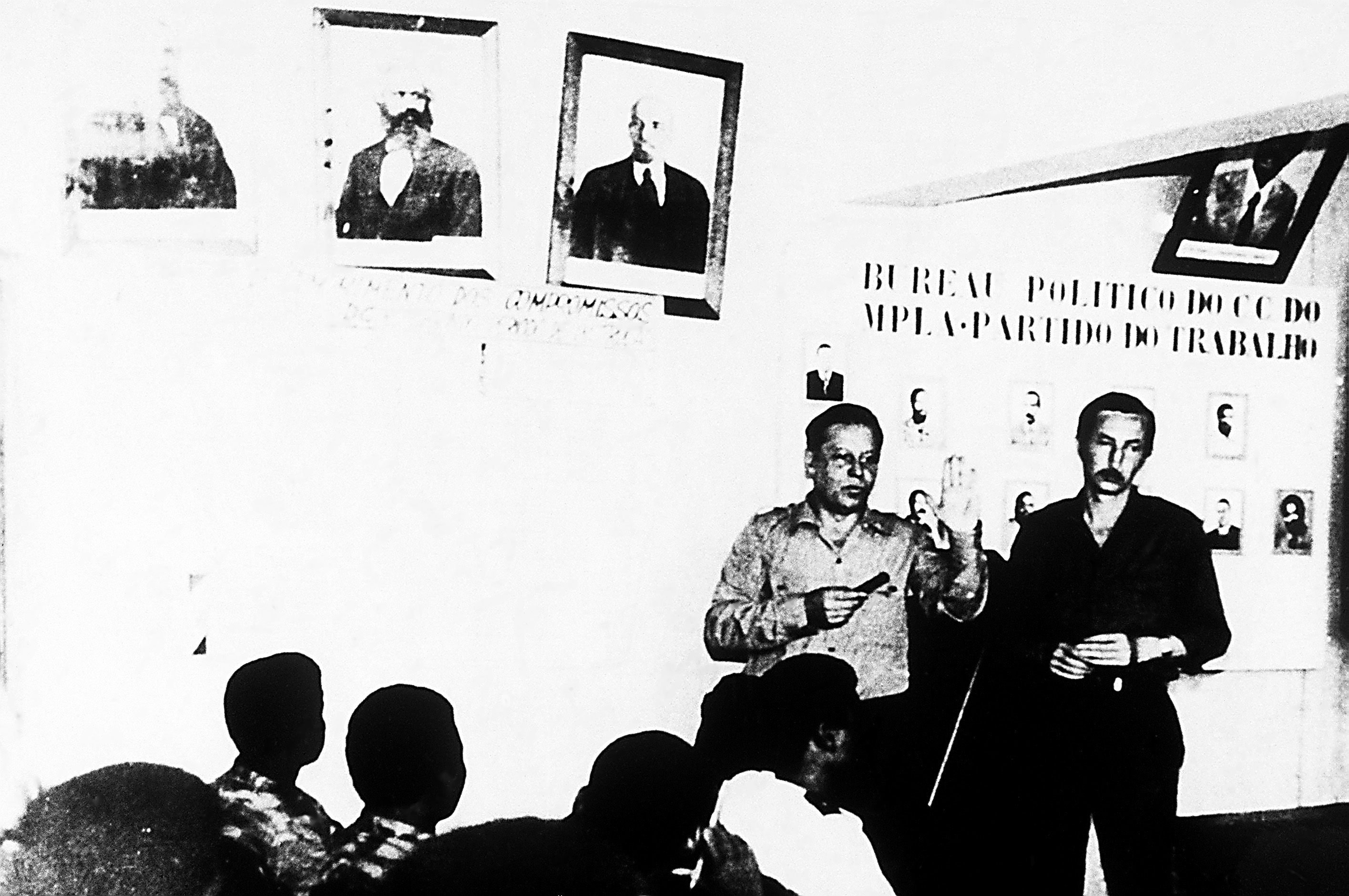
Asesores del bloque del Este en Angola, 1983.

A principios de la década de 1960, el MPLA nombró a su guerrilla como Exército Popular de Libertação de Angola - EPLA. Gran parte de sus primeros cuadros habían recibido entrenamiento en Marruecos y Argelia. En enero de 1963, en una de sus primeras operaciones, el EPLA atacó una puesto militar portugués en Cabinda, matando a varios soldados. Durante la segunda mitad de la década e inicios de la siguiente, el EPLA tuvo mucho éxito operando desde bases en Zambia contra los portugueses en Angola oriental. Después de 1972, no obstante, la efectividad del EPLA decayó tras varias victorias portuguesas, disputas con las fuerzas del Frente Nacional de Liberación de Angola (FNLA) y el movimiento de ochocientos guerrilleros de Zambia a la república del Congo.
El 1 de agosto de 1974, pocos meses después del golpe de Estado militar que derrocó al régimen de Lisboa y proclamó su intención de conceder la independencia a Angola, el MPLA anunció la formación de las FAPLA, que sustituían al EPLA. A partir de ese año, la Unión Soviética comenzó a armar únicamente a la facción de Agostinho Neto (MPLA). Le suministró, en 1974-1975, material valorado en trescientos millones de dólares, comparado con los cincuenta y cuatro millones de los anteriores catorce años. Las armas que recibió el MPLA incluyem rifles de asalto AK-47, morteros de 120 mm, rifles sin retroceso de 82 y 107 mm, cañones antiaéreos de 37 y 14.5 mm, así como tanques T-34, T-54 y PT-76. La independencia se proclamó el 11 de noviembre de 1975.
Para 1976, las FAPLA se habían transformado de una guerrilla poco armada a un ejército nacional capaz de sostener operaciones de campaña. Esta transformación fue gradual hasta la intervención soviético-cubana y la insurgencia de la UNITA, momento en el que un súbito incremento en gran escala en la entrada de armas pesadas y técnicos y asesores aceleraron el camino del cambio de la institución.
Desde 1978, incursiones periódicas sudafricanas en el sur de Angola, junto con la espansión al norte de la UNITA en el este, forzaron al gobierno angolano a aumentar los gastos en ayuda militar soviética. También se incrementó la dependencia del personal militar de la Unión Soviética, la República Democrática de Alemania y Cuba.
Al contrario que los países africanos que habían accedido a la independencia por un proceso ordenado y pacífico de cambio institucional, Angola heredó un estado colonial en desintegración cuyo ejército estaba en retirada. La adición de una guerra civil, la intervención extranjera y la insurgencia a gran escala, hicieron de Angola un caso único. Tras la independencia, las FAPLA tuvieron que reorganizarse inmediata y simultáneamente para la guerra convencional y la contrainsurgencia para continuar la guerra con Sudáfrica y la UNITA. Irónicamente, el ejército guerrillero que llevó a cabo una insurgencia exitosa durante más de una década tuvo que enfrentarse al mismo tipo de combate extenuante durante un periodo similar.

## Capacidad de combate

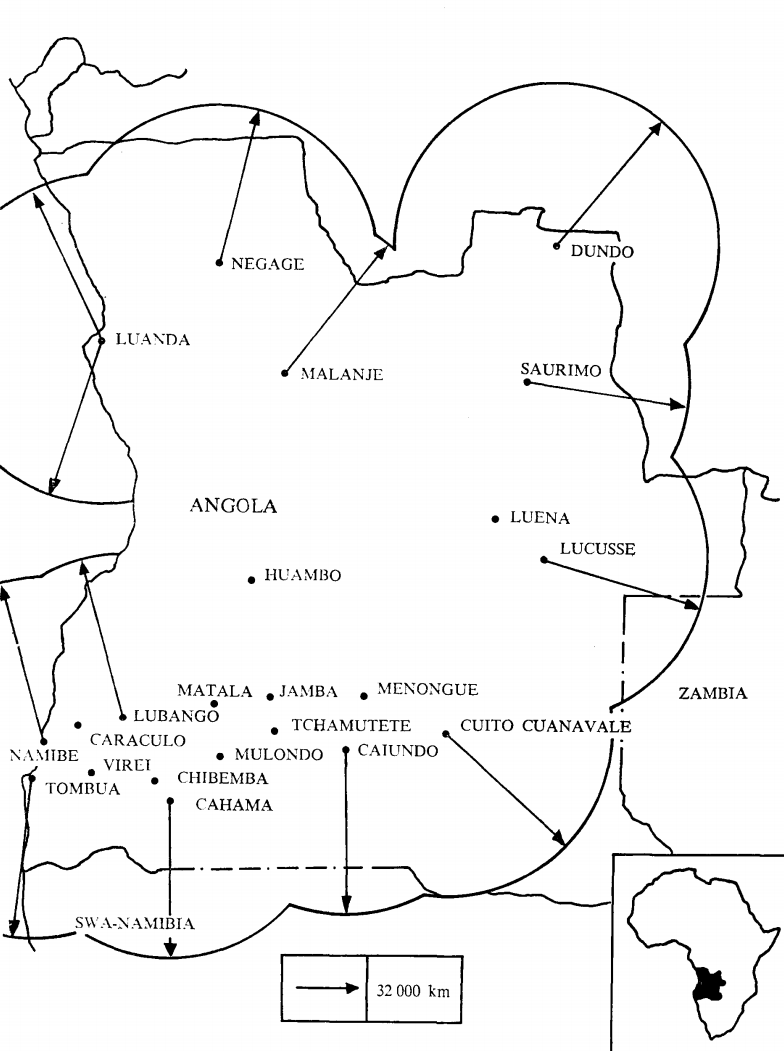
Red del sistema de defensa antiaéreo de las FAPLA en 1987.

Según las publicaciones de los Estudios de la Biblioteca del Congreso de 1988, 

la capacidad de combate del FAPLA es difícil de valorar, particularmente en vista de los informes propagandísticos publicados por las varias fuerzas en contienda en la región.

Por otro lado, la UNITA había extendido el alcance de sus operaciones desde el remoto extremo sudeste a la totalidad del país en pocos años desde la retirada de Portugal. Las Fuerzas de Defensa de Sudáfrica (FDSA) habían ocupado partes del sur de Angola por extensos periodos, virtualmente sin contestación, con el propósito de proporcionar suministros a la UNITA, intervenir en su ayuda, llevar a cabo vuelos de reconocimiento y patrulla, y atacar a los campamentos de la Organización del Pueblo de África del Sudoeste (SWAPO). La UNITA informaba de baja moral entre los miembros de las FAPLA capturados, falta de disciplina entre las tropas, grandes pérdidas de efectivos y equipo en batalla, incontables emboscadas y ataques sobre las fuerzas de las FAPLA, operaciones exitosas de sabotaje y deserciones de unidades de las FAPLA del tamaño de un batallón. A finales de la década de 1980, el ministro de defensa de Angola, pidió públicamente mayor disciplina en las FAPLA, citando informes de robo, asaltos y conductores militares borrachos. Tan tarde como en 1988, con ocasión de los informes sobre el incremento de la efectividad de las Fuerzas Aéreas Angoleñas, el comandante de la Fuerza Aérea Sudafricana describía a los angoleños como "extremadamente poco profesionales", afirmando que "el cincuenta por ciento de la amenaza contra nosotros es cubana".
Paralelamente, se puede argumentar las FAPLA habían mejorado sustancialmente sus capacidades y actuaciones. En primer lugar, las FAPLA habían comenzado a desarrollar y adquirir la organización, doctrina y equipo de un ejército convencional sólo durante la guerra civil de 1975-76. Por lo tanto estuvieron forzadas a combatir una guerra de contrainsurgencia en las partes más remotas e inaccesibles del país, con extensas líneas de comunicación, sin transporte aéreo o terrestre adecuado e infraestructura logística. La UNITA gozaba de las ventajas de operar en zonas poco habitadas a lo largo de las porosas fronteras de Zambia y Zaire, con gran apoyo logístico y de combate de la FDSA, lo que hacía imposible para las FAPLA el aislar o flanquear a la UNITA. Si los expertos militares opinan que las tropas de contrainsurgencia deben superar en un rango de diez a uno a las guerrillas para tener éxito en ese tipo de guerra, las FAPLA nunca se acercaron a ese ratio. La fuerza aérea y la armada estaban aún en peor estado y se requirieron años para adquirir los elementos y la experiencia necesaria para operaciones efectivas. Aunque la marina tuvo un uso marginal en la guerra, la fuerza aérea fue crítica.
Sólo tras el despliegue de suficientes aviones y sistemas de defensa antiaéreo a mediados de la década de los 1980, fue capaz Luanda de lanzar y mantener grandes ofensivas en el sur. En agosto de 1986, las FAPLA rechazaron la ofensiva de la UNITA en la batalla de Cuito Cuanavale durante la operación Alpha Centauri. Aunque sufrieron grandes pérdidas, las FAPLA y la Fuerza Aérea Angoleña de finales de la década mostraban una mayor fortaleza, aumentando su presión sobre la UNITA e incrementando los costes del apoyo sudafricano a esta última. La resolución de Luanda y las capacidades y actuaciones mejoradas de sus fuerzas armadas fueron unas de las causas esenciales por las que Sudáfrica acordó negociar su retirada de Angola.
Algunos historiadores militares afirman que en este periodo el ministro de defensa angoleño conocía cómo oficiales de alto rango obtenían un significativo provecho privado de las compras de armas. Un periódico partidario del MPLA, el Angolense, informaba de que habrían amasado trescientos veinte millones de dólares en comisiones.
Tras el acuerdo de paz con la UNITA anterior a las elecciones de 1992, los dos ejércitos, FAPLA y UNITA, comenzaron su integración. A pesar de que esta nunca fue alcanzada porque la UNITA volvió a la guerra tras perder las elecciones, el ejército fue renombrado como Fuerzas Armadas Angoleñas (Forças Armadas Angolanas), FAA, eliminando la asociación con el MPLA en el nombre.

## Regiones militares

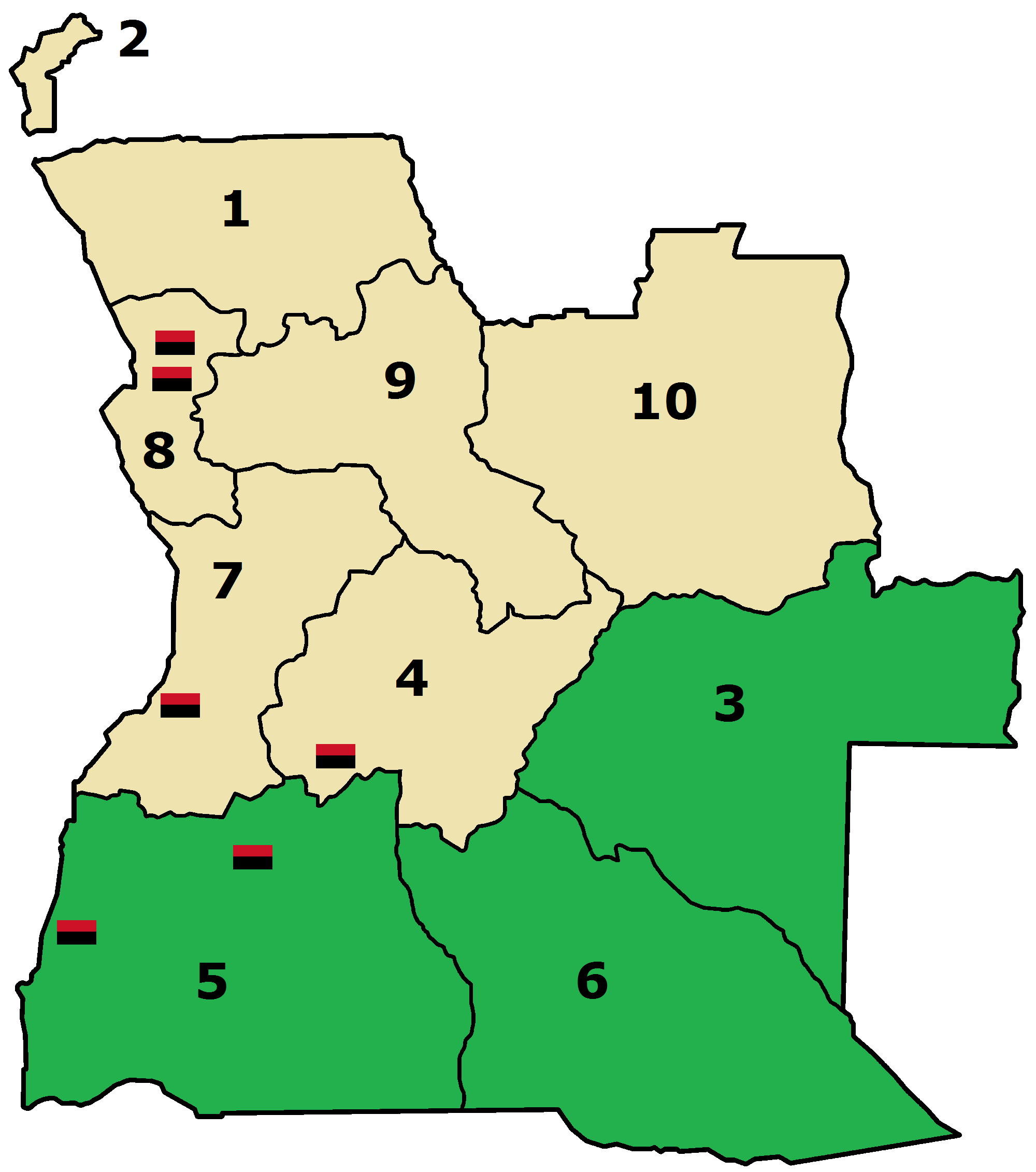
Regiones militares del FAPLA.

Antes de 1988 las áreas de operación del FAPLA estaban divididas en diez regiones militares La 1ª Región Militar comprendía las provincias de Zaire y Uíge, mientras que la segunda comprendía el enclave de Cabinda. Las regiones militares 5ª y 6ª se hallaban junto a la frontera namibia al sur. A principios de 1988, el ministerio de Defensa, habiendo decidido que esta organización era inadecuada, anunció la formación de los frentes norte, este, sur, oeste y centro. El frente norte incluía las provincias de Zaire, Uíge, Malanje, Cuanza Norte y Bengo. El frente oriental las provincias de Lunda Norte, Lunda Sur y Moxico. No se proporcionó información sobre los otros frentes en 19898 pero, presumiblemente, el frente sur incluiría las provincias de Cuando Cubango, Huíla y Namibe y el frente central las provincias de Bié, Huambo, Benguela y Cuanza Sur. No hay información sobre el estatus de las provincias de Cabinda y Luanda, pero quizás permanecieran como regiones separadas debido a su importancia estratégica y su pequeño tamaño. A causa de las fronteras inciertas de estos frentes, la mayoría de las noticias militares citaban las regiones militares al describir las áreas de operación de las FAPLA.
A finales de 1988 el teniente general António dos Santos França (alias Ndalu) era el jefe del estado mayor de las FAPLA y comandante del ejército. Ocupaba estos cargos desde 1982.